# Endogone pisiformis
Endogone pisiformis är en svampart som beskrevs av Link 1809. Endogone pisiformis ingår i släktet Endogone och familjen Endogonaceae.  Arten är reproducerande i Sverige. Inga underarter finns listade i Catalogue of Life.